# 梅坦古拉
梅坦古拉是東非國家莫桑比克的城鎮，由尼亞薩省負責管轄，位於該國西北部馬拉維湖沿岸，距離首府利欣加約150公里，主要農業品有木薯和豇豆。
12°42′S 34°49′E / 12.700°S 34.817°E